# トトロ大嶋。
トトロ大嶋。（ととろおおしま、1973年11月14日- ）は放送作家・ディレクター・ライター・ネットワーカー・パーソナリティ。
本名は大嶋智博、東京都大田区出身。実家は天台宗の寺院慈恩寺（埼玉県さいたま市-彼自身が制作した銀河万丈出演によるラジオCMが年末年始に文化放送などで放送されている）。

## 来歴
元々はラジオ番組の常連投稿者として知られ、TBSラジオ『ラジオはアメリカン』、『宮川賢の深夜ビタミン族』などに投稿していた。ラジアメではイベントに登場した他、おもカセグランプリも獲得している。同番組のリスナーからディレクターになった希有な例でもある。
1980年代に地元でミニFM局ポップコーンを運営。DJ、スタッフ全員中高生というスタイルで話題を集め、その後、1990年代半ば、大学在学中よりTOKYO FM『見えるラジオ』の番組制作を経て、株式会社PRPに入社。TBSラジオ『ラジオはアメリカン』など多くのテレビ・ラジオ番組の制作を手がけたあと、2003年に退社・フリーとなる。
現在は渋谷に個人事務所を設立し、NHKなどの番組制作・構成・リサーチやTwitter、webサイトなどソーシャルメディアに関する企画を手がけている。音楽・サブカルチャー全般に精通するが、特にネット・PC・ゲーム・メディア全般・放送史などを得意としている。特に『日本の、これから』シリーズの『ネット社会』や『テレビの、これから』などはネットと既存メディア側双方の強者を多く出演させるなど、これまでのテレビにない演出で話題になった。また放送終了時間が視聴者からの反響次第というNHKのバラエティ番組『おやすみ日本』にも携わっている。
1996年には東京・二子玉川のナムコ・ワンダーエッグにサテライトスタジオWE2ステーション及びアトラクション『ザ・スタァオーディション』を企画・プロデュースし、イベントや空間プロデュースに進出した。またコミュニティFMFM世田谷の開局に参加し、同局の夕方ワイド番組『たまリバ!』や『スペシャルサンデー
』などの企画・プロデュースも行った。平井堅や三村ロンド、小山ジャネット愛子、m-floのLISAなどその後歌手やナレーターとして活躍する人物をいち早く起用したり、世田谷の商店街で売られている手作りコロッケを全て制覇・紹介し、新たな名物を育てようという「コロッケ道」、また世田谷線新型車両導入をPRするご当地ソング「新世田谷線音頭」発表・CD発売など様々な話題作りを行い、FM世田谷の知名度を大きく向上させた。その後もコミュニティFMの開局に携わり、エフエムラジオ立川、室蘭まちづくり放送などを手がけている。
20年来のネットワーカーでもあり、でぃびぃ。、DEEBEE、totoron3などのハンドルネームでパソコン通信時代からネット上でも活動を続けている。Webサイト『千人祈』や人気テキストサイト『侍魂』などをプロデュースし、両サイトの書籍化なども手がけた。また趣味が多彩なことで知られており、廃墟探索ではブーム仕掛け人の一人として記事執筆やロフトプラスワンでのイベント主催、さらにDVDのプロデュースなども行った。
古くからのゲーマーでもあり、ビデオゲーム機・ゲームソフトも多数コレクションしている。家庭用ゲーム機はファミリーコンピュータ各種からPlayStation 3に至るまで全て所有し、アーケードゲーム筐体まで個人所有している。その仕事を通じて、ナムコをはじめとしたゲームメーカーとの関わりも深く、埼玉県にあるアーケードゲーム博物館計画にもスタッフとして携わっており、ゲーム関連のイベントなどにも出演している。

## 社会活動
2003年に勃発したイラク戦争発生時に、当時人気のあったテキストサイトや2ちゃんねる管理人の西村博之、ジャーナリスト江川紹子らの協力を得て、インターネットによる言葉の千羽鶴を作り、イラク戦争に対する違和感を表明しようというwebサイト『千人祈』を企画・プロデュースした。同サイトは大きな反響を呼び、のちに書籍化された。
2011年に発生した東日本大震災では、[NKH]ニコ生企画放送局の呼びかけに応じる形で、宮城県女川町に臨時災害放送局おながわさいがいエフエム設立に協力、放送機材提供や番組制作のノウハウなどを実際に被災地入りして指導するなどプロデューサーとしての役割を果たしている。

## 主な担当番組

### ラジオ
- TBSラジオ『ラジオはアメリカン』、『WE2 タマゴの…キミ』シリーズ
- 文化放送『大橋照子のしゃべりバビデブー』、『これきめ』シリーズ
- KBS京都『日髙のり子の Tokyo Wonder Jam うり!うり!うりほぅ!』,『日髙のり子の Happy＠』
- 熊本放送『DOKIDOKIパニックのその気になるラジオ』
- ラジオ大阪『宮村優子の直球で行こう!』ほか
- ニッポン放送『オールナイトニッポンR』ほか
- NHK第1『どよう楽市』『きらり10代!』ほか
- エフエム世田谷『たまリバ!』(プロデューサー)ほか
- FMたちかわ 『TR-844』(プロデューサー)ほか
- その他多数のラジオCMをコピー含めて制作している。特に「テイルズ オブ シリーズ」は歴代手がけている。

### インターネットラジオ
- [AIIラジ@]『みかか』(本人出演、話題のwebサイト管理人へのインタビュー・対談番組)
- [AIIラジ@]『嘉門達夫のネットDEごめん』,『古谷徹のboat house』ほか

### ポッドキャスト
- [i-morley] (モーリー・ロバートソン氏の番組に不定期出演、相方を務めている。)

### テレビ
- 日本テレビ『香取慎吾の天声慎吾』ほか
- NHK総合『NHKスペシャル』,『クローズアップ現代』,『日本の、これから』,『特ダネ!投稿DO画』ほか

近年はNHKの番組を多く手がけている。